# Mannitolo
Il mannitolo (o D-(−)-mannitolo, o E421), spesso chiamato mannite, è un alditolo chirale, con sei gruppi ossidrilici a livello della catena alifatica composta da sei atomi saturi di carbonio. È un esempio di alcole dello zucchero usato come dolcificante e come farmaco.Come dolcificante viene utilizzato negli alimenti per diabetici poiché è scarsamente assorbito dall'intestino. Come farmaco, è usato per ridurre la pressione negli occhi, come nel glaucoma, e per abbassare la pressione intracranica in caso di innalzamento patologico. Dal punto di vista medico, viene somministrato per iniezione. Gli effetti in genere iniziano entro 15 minuti e durano fino a 8 ore.
Gli effetti collaterali comuni derivanti dall'uso medico includono problemi di elettroliti e disidratazione. Altri effetti indesiderati gravi possono comprendere un peggioramento dell'insufficienza cardiaca e problemi renali. Non è chiaro se l'uso è sicuro in gravidanza. Il mannitolo appartiene alla famiglia dei farmaci diuretici osmotici.

## Storia
Julije Domac ha chiarito la struttura dell'esene e del mannitolo ottenuti dalla manna caspica. Ha determinato il posto del doppio legame nell'esene ottenuto dal mannitolo e ha dimostrato che si tratta di un derivato di un esene normale. Ciò ha anche risolto la struttura del mannitolo, che fino ad allora era sconosciuta.
La scoperta del mannitolo è attribuita a Joseph Louis Proust nel 1806.È incluso nell'elenco dei medicinali essenziali dell'Organizzazione mondiale della sanità, i farmaci più efficaci e sicuri necessari in un sistema sanitario. Il costo all'ingrosso nei paesi in via di sviluppo è di circa 1,12-5,80 USD per dose. Negli Stati Uniti, un ciclo di trattamento costa da $ 25 a $ 50. Originariamente era fatto dal Fraxinus ornus e chiamato manna a causa della sua presunta somiglianza con il cibo biblico.Il mannitolo è nella lista dei farmaci vietati dall'Agenzia mondiale antidoping a causa delle preoccupazioni che potrebbe mascherare altri farmaci come gli anabolizzanti.

## Chimica
Il mannitolo è un isomero del sorbitolo, un altro zucchero: le due molecole differiscono solo nell'orientamento del gruppo ossidrilico sul carbonio 2.Sebbene simili, i due alcoli di zucchero hanno fonti molto diverse in natura, punti di fusione e usi.  A temperatura ambiente si presenta come un solido bianco inodore. Il mannitolo trova ampio impiego nel settore farmaceutico perché ha proprietà diuretiche; in particolare, appartiene alla classe dei diuretici osmotici.

## Alimentazione
Dal punto di vista alimentare appartiene alla categoria degli stabilizzanti, addensanti, gelificanti ed emulsionanti. In realtà viene usato soprattutto come dolcificante.
Il mannitolo aumenta la glicemia in misura minore rispetto al saccarosio (avendo quindi un indice glicemico relativamente basso), quindi viene usato come dolcificante per le persone diabetiche e nelle gomme da masticare. Sebbene il mannitolo abbia un calore di soluzione più elevato rispetto alla maggior parte degli alcoli di zucchero, la sua solubilità relativamente bassa riduce l'effetto di raffreddamento che si trova solitamente nelle caramelle alla menta e nelle gengive. Tuttavia, quando il mannitolo è completamente sciolto in un prodotto, provoca un forte effetto di raffreddamento.Inoltre, ha un'igroscopicità molto bassa: non raccoglie acqua dall'aria fino a quando il livello di umidità non è del 98%. Ciò rende il mannitolo molto utile come rivestimento per caramelle dure, frutta secca e gomme da masticare ed è spesso incluso come ingrediente nelle caramelle e nelle gomme da masticare. Il gusto gradevole e la sensazione in bocca del mannitolo lo rendono anche un popolare eccipiente per compresse masticabili

## Uso medico

### Meccanismo d'azione
È utilizzato come farmaco. Esercitando infatti uno squilibrio osmotico nel lume ove viene immesso (tratto digerente o nel rene in seguito a iniezione) funge da diuretico (forma una soluzione ipertonica e richiama acqua per osmosi entro i tubuli renali, o acqua e sali minerali entro il tubo digerente). Il suo utilizzo è riservato a emergenze di natura tossicologica ove è necessario eliminare in tempi ristretti una sostanza tossica (a meno che sia un acido o una base forte, condizione che proibisce l'uso del mannitolo) o in corso di patologie acute con edemi gravi, ad esempio di edema cerebrale.
Il mannitolo viene utilizzato per ridurre la pressione intracranica aumentata in acuto fino a quando non può essere applicato un trattamento più definitivo, ad esempio dopo un trauma cranico. Il mannitolo è comunemente usato nel circuito principale di una macchina polmonare cardiaca durante il bypass cardiopolmonare. La presenza di mannitolo preserva la funzione renale durante i periodi di basso flusso sanguigno e pressione, mentre il paziente è in bypass. La soluzione previene il gonfiore delle cellule endoteliali nel rene, che potrebbe altrimenti ridurre il flusso sanguigno in quest'area e provocare danni alle cellule.
Può anche essere usato per alcuni casi di insufficienza renale con bassa produzione di urina, per la diminuzione della pressione oculare, per aumentare l'eliminazione di alcune tossine e per trattare l'accumulo di liquidi (edema).
Il mannitolo intraoperatorio prima del rilascio del clampaggio del vaso durante il trapianto renale ha dimostrato di ridurre la lesione renale post-trapianto, ma non è stato dimostrato che riduca il rigetto del trapianto

### Pediatria
È stato usato in passato anche come lassativo in pediatria (piccole dosi sciolte in latte tiepido).

### Droga
Il mannitolo è usato spesso come agente di taglio di sostanze stupefacenti che vengono assunte per via intranasale come la cocaina. Una miscela di mannitolo e fentanyl (o analoghi del fentanyl) in rapporto 1:10 è etichettata e venduta come "China White", un popolare sostituto dell'eroina.

### Effetti collaterali
I principali disturbi da un eccesso di mannitolo sono a carattere gastrointestinale (effetto lassativo), tant'è che in Australia è vietato nei cibi per bambini. La dose giornaliera accettabile è di 50 mg/kg di peso, anche se, a prescindere dagli spiacevoli effetti collaterali, non è pericoloso per la salute, essendo un carboidrato a tutti gli effetti, facilmente gestito dal nostro organismo. 

### Dosi
La dose farmaceutica (per via endovenosa, nei casi di insufficienza renale cronica, ipertensione endocranica, spinale e delle masse cerebrali, ipertensione endoculare, per l'eliminazione renale di sostanze tossiche e per la misurazione del filtrato glomerulare) infatti varia fra i 50 g e i 200 g al giorno.